# Từ năng
Trong điện từ học, từ năng là phần năng lượng mà được lưu trữ trong từ trường.
Do điện trường và từ trường liên hệ mật thiết với nhau và là các dạng đặc biệt của điện từ trường, từ năng là một dạng của năng lượng lưu trữ trong điện từ trường.

## Công thức
Với các cuộn cảm, khi có dòng điện chạy qua thì trong lòng và bên ngoài cuộn cảm xuất hiện một từ trường và kèm theo là từ năng dự trữ trong đó. Từ năng E dự trữ trong một cuộn cảm có độ tự cảm L mang dòng điện đi qua nó I có thể được tính bởi công thức:
E = 1/2 L I2